# 比弗 (犹他州)
比弗（英語：Beaver）是美国犹他州比佛郡下属的一座城市。建市于 1856年，面积大约为4.49平方英里（11.6平方公里），海拔约为5,902英尺（1,799米）。根据2020年美國人口普查，该市有人口3,592人。